# Granat Hd Gr 69
Hd Gr 69 – współczesny austriacki granat uniwersalny. Granat posiada skorupę z tworzywa sztucznego z zatopionymi stalowymi kulkami.